# 加泰罗尼亚历史博物馆
加泰罗尼亚历史博物馆（简称MHC）是一座位于巴塞罗那的博物馆，成立于1996年。

## 历史
加泰罗尼亚历史博物馆成立于1996年。主楼原来是巴塞罗那旧港的商业综合仓库，建成于1881年，至今仍保存完好。主楼曾于1992年奥运会之后进行过修复和改造。
该博物馆的主题是加泰罗尼亚的历史。展览分为永久展和临时展。2004年2月，博物馆更新了所有的展览标示牌，采用了加泰罗尼亚语、西班牙语和英语三种语言。